# Raimond Castaing
Raimond Castaing (Mônaco, 28 de dezembro de 1921 — 10 de abril de 1998) foi um físico francês.
Frequentou a escola em Mônaco, Condom e Toulouse, e a partir de 1940 estudou física na Escola Normal Superior de Paris (ENS) e na Universidade de Paris, interrompido em 1943-1944 pelo serviço de trabalho obrigatório. Também assistiu aulas de Frédéric Joliot-Curie no Collège de France e na ENS de Alfred Kastler. Em 1946 completou o curso na ENS e foi a partir de 1947 engenheiro do Office national d'études et de recherches aérospatiales (ONERA), um instituto de pesquisas aéreas estatal. Em 1951 obteve o doutorado, orientado por André Guinier. Desenvolveu em sua tese uma microsonda que leva seu nome, que possibilitou a pesquisa de materiais na faixa micrométrica a partir da análise de raios X com bombardeio de elétrons. No final de década de 1950 envolveu-se no desenvolvimento do espectrômetro de massa de íons secundários (secondary ion mass spectrometry - SIMS). Em 1952 foi docente (maître de conférences) na Universidade de Toulouse e a partir de 1956 na Universidade de Paris. Em 1959 foi professor da Universidade de Paris em Orsay, onde fundou o Laboratório de Física do Estado Sólido com Jacques Friedel e outros.
Foi de 1968 a 1973 diretor científico e depois diretor geral do ONERA. A partir de 1982 foi conselheiro nacional francês para questões de segurança de reatores, a partir de 1987 fez parte do comitê nacional francês para energia atômica e em 1996 foi nomeado pelo governo para presidir o comitê científico de especialistas independentes encarregados de avaliar a central nuclear Superphénix. Esteve de 1984 a 1987 no conselho supervisor da Usinor, uma das três empresas que se uniram para formar a Arcelor.
Em 1966 recebeu o Prêmio Holweck, em 1975 a Medalha de Ouro CNRS e em 1977 tornou-se membro da Académie des Sciences.